# Lake County (Michigan)
Lake County je okres ve státě Michigan v USA. K roku 2000 zde žilo 11 333 obyvatel. Správním městem okresu je Baldwin. Celková rozloha okresu činí 1 488 km².

## Sousední okresy
| Růžice kompasu | Manistee County |                        | Wexford County | Růžice kompasu |
| Růžice kompasu | Mason County    | Sever                  | Osceola County | Růžice kompasu |
| Růžice kompasu | Mason County    | Lake County (Michigan) | Osceola County | Růžice kompasu |
| Růžice kompasu | Mason County    | Jih                    | Osceola County | Růžice kompasu |
| Růžice kompasu | Newaygo County  |                        |                | Růžice kompasu |